# 산인 본선
산인 본선(일본어: 山陰本線)은 일본의 간선철도 노선으로, 교토부 교토시 시모교구의 교토역에서 주고쿠 지방의 동해안을 거쳐 야마구치현 시모노세키시의 하타부역을 잇는다. 서일본 여객철도가 소유·영업하고 있다. 센자키 지선, 또는 센자키 선이라 불리는 나가토시 - 센자키 구간의 지선도 포함한다.
교토 ~ 소노베 구간은 사가노 선이라는 교토 근교 노선이며, 종점 하타부 역에서는 전 열차가 산요 본선의 시모노세키역까지 직결 운행한다.

## 개요
교토 시의 서쪽 방향으로 진행하여 후쿠치야마시·돗토리시·구라요시시·요나고시·마쓰에시·이즈모시·나가토시 등의 단바·다지마·산인 지방의 각 도시들을 거쳐 시모노세키 시에 도달한다. 노선의 종점은 하타부역이지만, 하타부 방면의 열차는 시모노세키역까지 운행한다. 기노사키 온천역부터 하타부 역까지의 노선은 동해안을 지나는 구간이 많다.
지선을 제외한 영업 거리는 673.8km로, 재래선 중에는 일본 최장이다(지선을 포함한 거리는 도카이도 본선 713.6km 다음으로 긴 676.0km이다). 2002년까지는 도호쿠 본선이 더 길었지만, 도호쿠 신칸센의 연장 개통으로 일부 구간이 제3 섹터화되어 산인 본선보다 영업 거리가 짧아지졌다. 그 도호쿠 신칸센은 2010년 12월의 전 구간 개통으로 영업 거리 713.7km·실제 거리 676.0km로 산인 본선을 제치고 일본 최장의 철도 노선이 되었다.
교토 - 소노베 구간은 여객 영업 규칙에 준하여 오사카 시 근교 구간으로 설정되어, 오사카 근교 구간에 포함되었다. 이 구간은 사가노 선이라는 애칭을 갖고 있으며, 교토 역 등에서는 사가노산인 선으로 안내되고 있기도 하다. 이 구간의 상세한 내용은 사가노 선을 참조하자.

### 연선의 특징
영업 거리로는 일본 최장의 노선으로써, 시점부터 종점까지 운행하는 우등 열차가 설정되어있지 않은 사상 최초의 본선중 하나이다. 구간에 따라서 여객의 유동이 많은 곳도 있고, 동서방향의 교류가 반드시 이루어지고 있는 것 외, 일본국유철도(국철)이나 현재의 JR 서일본이 산요 신칸센의 개업 이후 산인 본선 주변의 각 도시부터 직접 산요 신칸센에 이르는 노선(인요 연락 노선)을 강화하게 되는 결과를 낳았다.
산인과 세토우치를 연결하는 노선은 후쿠치야마 선·하쿠비 선 등의 전철화 노선과 지즈 급행선 등의 고속 신선이 있고, 산인의 횡동사의 연결은 최근에야 이루어졌고, 전철화는 그 이후 연장적 존재가 되는 형태가 되었다. 후의 고속화 공사 및 고속화가 되는 구간으로 나뉜다. 그리고 민영화 이후에는 버스의 독점 형태가 되었다가 돗토리 - 구라요시 - 요나고 - 마쓰에 - 이즈모시의 도시간 운송체계의 강화로 이어져, 이전에 비해 많이 개선된 상태이다.
간선급의 장거리 노선이 된 것은 근대화 이후의 일로, 로컬선의 성격이 강한, 좋은 차창을 제공하고 있다. 철도 팬의 작가인 미야와키 슌조는 위대한 로컬선이라고 산인 본선을 불렀다.
아야베 - 후쿠치야마 구간은 교토 방면으로부터 후쿠치야마까지 운행하는 특급열차와 후쿠치야마에서 소노베를 경유하여 마이즈루 선으로 직통하는 보통열차도 있다.

### 노선 정보
- 관리·노선 거리(영업 거리) : 전장 676.0km(지선 포함)
  - 서일본 여객철도(제1종 철도사업자):
    - 교토 - 하타부 간 673.8km
    - 나가토시 - 센자키 간 2.2km

  - 일본화물철도(제2종 철도사업자):
    - 호키다이센 - 히가시마쓰에 구간 27.1km(현재 요나고 - 히가시마쓰에 구간은 휴지중)
    - 오카미 - 마스다 간 16.9km

  - 사가노 관광 철도(제2종 철도사업자):
    - 도롯코사가 - 도롯코카메오카 간 7.3km
- 궤간 : 1067mm(협궤)
- 역 수 : 160(시종점 포함. 사가노 관광 철도의 역은 제외)
  - 산인 본선 소속 역에 한한 경우, 도카이도 본선 소속의 교토 역과 산요 본선 소속의 하타부 역[1]을 제외하고 158역이다.
- 복선 구간
  - 교토 - 소노베 간(사가아라시야마 - 우마호리 간은 구선을 포함해 일부 구간이 3선이고, 구선은 사가노 관광 철도가 제2종 철도 사업자로써 도롯코 열차를 운행하고 있다.)
  - 아야베 - 후쿠치야마 간
  - 호키다이센 - 야스기 간
  - 히가시마쓰에 - 마쓰에 간
  - 다마쓰쿠리 온천 - 기마치 간
- 전철화 구간
  - 교토 - 기노사키 온천 간, 호키다이센 - 니시이즈모 간(직류 1500V)
- 폐색 방식
  - 교토 - 니시이즈모 간 : 자동폐색식
  - 이즈모시 - 하타부 구간, 센자키 지선 : 자동폐색식(특수)
- 최고속도
  - 사가아라시야마 - 우마호리 간, 아야베 - 후쿠치야마 간 : 130km/h
  - 교토 - 사가아라시야마, 우마호리 - 아야베, 돗토리 - 이즈모시 간 : 120km/h
  - 이즈모시 - 마스다 간 : 110km/h
  - 후쿠치야마 - 돗토리, 마스다 - 하타부 구간 : 95km/h
  - 나가토시 - 센자키 간 : 85km/h
- 운전 지령소
  - 교토 - 소노베 간 : 오사카 종합 지령소
  - 소노베 - 이구미 간 : 후쿠치야마 운전 지령실
  - 이구미 - 나가토시 간 : 요나고 운전 지령실
  - 나가토시 - 하타부 간 : 히로시마 종합 지령소

또한, 지선을 포함한 각 철도부의 관리는 아래와 같다.
- 교토 - 소노베 간 : 서일본 여객철도 긴키 총괄본부
- 소노베 - 이구미 간(소노베역 구내 이후) : 서일본 여객철도 후쿠치야마 지사
- 이구미 - 아카사키 간(이구미 역 구내 이후) : 서일본 여객철도 요나고 지사 돗토리 철도부
- 아카사키 - 다기 간(아카사키 역 구내 이후) : 요나고 지사 (직할)
- 다기 - 마스다 간(다기 역 구내 이후) : 요나고 지사 하마다 철도부
- 마스다 - 고구시 간(양단의 역 구내 이후), 나가토시 - 센자키 간 : 히로시마 지사 나가토 철도부
- 고구시 - 하타부 간 : 히로시마 지사 시모노세키 지역 철도부

## 운행 형태

### 우등 열차
이전에는 교토·오사카 또는 도쿄 방면에서 돗토리 이서를 이어주는 열차는 산인 본선의 와다야마역 - 돗토리 역 간을 경유하였지만, 도쿄 방면의 경우 쓰야마 선·인비 선을 경유하거나 오카야마역을 경유하는 경로가 메인 루트였지만 지즈 급행이 개통하면서 지즈 급행선을 이용한 루트를 취하기 시작했다. 현재, 교토·오사카부터의 특급은 대부분의 전동차는 기노사키 온천역까지만 운행한다. 교토 - 돗토리 간은 아래의 열차가 운행하고 있다. 그 외에도 후쿠치야마 역은 기타킨키 빅X 네트워크의 중심에 있다.(정기열차·산인 본선 경유 열차 기준. 야행열차에 대해서는 후술.)
- 교토 - 아야베 간
  - 특급 마이즈루(교토 - 히가시마이즈루 간)
  - 특급 마이즈루는 아래의 하시다테·기노사키와 중련 운행하는 경우가 있다.
- 교토 - 후쿠치야마 간
  - 특급 하시다테(교토 - 아마노하시다테 간)
- 교토 - 기노사키 온천 간
  - 특급 기노사키(교토 - 기노사키 온천간)
- 후쿠치야마 - 기노사키 온천 간
  - 특급 고노토리(신오사카 - 후쿠치야마·도요오카·기노사키 온천 간)
- 와다야마 - 돗토리 간
  - 특급 하마카제(오사카 - 가스미·하마사카·돗토리 간

돗토리 - 마스다 구간에서는 최근의 고속화 공사로 신형 특급 열차가 운행할 수 있게 되면서, 마스다 - 하타부 구간의 이소카제를 폐지한 이후로, 우등 열차가 없었다. 돗토리 이서로는 돗토리·요나고·마스다 등을 연결하는 도시간 연락 특급열차가 아래와 같이 운행되고 있다. 돗토리 - 이즈모시 구간에서는 120km/h, 이즈모시 - 마스다 구간에서는 110km/h로 운행되고 있다.
- 돗토리 - 마스다 간
  - 특급 슈퍼 마쓰카제(돗토리 - 요나고·마스다 간)
  - 특급 슈퍼 오키(돗토리·요나고 - 신야마구치 간)

또한, 인요 연락 노선에서, 아래의 열차가 운행되고 있다. 이 열차들은 교토·신오사카에서 도카이도 신칸센, 히메지·오카야마에서 산요 신칸센으로 접속되고 있다.
- 돗토리 - 구라요시 간
  - 특급 슈퍼 하쿠토(교토 - 돗토리·구라요시 간/지즈 급행선, 인비 선 경유)
- 호키다이센 - 요나고 - 이즈모시 간
  - 특급 야쿠모(오카야마 - 이즈모시 간/하쿠비 선 경유)

이 외, 야간 열차로는 아래의 열차가 운행되고 있다.오사카부터 급행 다이센(오사카 - 요나고 간)이 2004년 10월 16일에, 도쿄부터의 침대특급 이즈모(도쿄 - 이즈모시 산)이 2006년 3월 18일의 시각표 개정으로 폐지되면서 하쿠비 선 경유의 열차가 운행되고 있다.
- 호키다이센 - 요나고 - 이즈모시 간
  - 침대특급 선라이즈 이즈모(도쿄 - 이즈모시 간/하쿠비 선 경유)

### 과거의 열차
운행 구간은 과거 최장의 것이다. 상세한 것은 각 열차명 문서를 참조하라.
- 특급
  - 아사시오(교토 - 요나고 간/일부 열차 미야즈 선 경유)1972년 - 1996년
  - 마쓰카제(교토 - 하카타 간/후쿠치야마 선 경유)1962년 - 1986년
  - 야쿠모(신오사카 - 하마다 간/후쿠치야마 선 경유)1965년 - 1972년
  - 에델 기타킨키(오사카 - 하마사카 간/후쿠치야마 선 경유)1990년 - 1999년
  - 에델 돗토리(오사카 - 구라요시 간/후쿠치야마 선 경유)1990년 - 1999년
  - 하쿠토(교토 - 구라요시 간, 이후 신오사카 - 돗토리 간/지즈 급행선/인비 선 경유)1994년 - 1997년(슈퍼 하쿠토로 편입)
  - 이나바(돗토리 - 요나고 간)1996년 - 2001년(구니비키로 편입)
  - 구니비키(돗토리 - 마스다 간)1988년 - 2001년(슈퍼 구니비키로 개칭)
  - 슈퍼 구니비키(돗토리 - 마스다 간)2001년 - 2003년(슈퍼 마쓰카제로 개칭)
  - 이소카제(요나고 - 하카타 간)1985년 - 2005년
  - 슈퍼 야쿠모(오카야마 - 이즈모시간/하쿠비 선 경유)1994년 - 2006년(야쿠모로 통일)
  - 오키(신오사카 - 이즈모시 간/하쿠비 선 경유)1971년 - 1972년
  - 오키(돗토리 - 오고리 간, 요나고 - 시모노세키 간/야마구치 선 경유)1975년 - 2001년(슈퍼 오키로 개칭)
- 침대특급
  - 이나바(도쿄 - 요나고 간)1975년 - 1978년(이즈모로 편입)
  - 이즈모(도쿄 - 하마다)1972년 - 2006년
- 급행(주요 열차, 운행 구간은 보통 운행 구간도 포함/운행 기간은 급행 시대)
  - 단고(교토 - 기노사키[3]·히가시마이즈루·쓰루가·도요오카 간)1966년 - 1996년
  - 시로사기(교토 - 이즈모시·다이샤 간)1961년 - 1986년(1961년 - 1968년까지는 오사카 - 마쓰에 간 편성 연결)
  - 단바(오사카 - 기노사키·아마노하시다테 간/일부 열차 미야즈 선 경유)1966년 - 1986년
  - 다이센(오사카 - 마스다·다이샤 간/후쿠치야마 선 경유)1968년 - 2004년
  - 시마네(오사카 - 이즈모시·다이샤 간/후쿠치야마 선 경유)1964년 - 1965년
  - 오키(오사카 - 이즈모시·다이샤 간/후쿠치야마 선 경유)1965년 - 1968년
  - 다지마(오사카 - 돗토리 간/반탄 선 경유)1966년 - 1996년
  - 아사시오(가나자와 - 이즈모시 간/오바마 선·미야즈 선 경유)1964년 - 1968년(연결 열차 다이샤로 통합)
  - 다이샤(가나자와 - 요나고·나고야 - 다이샤 간/오바마 선·미야즈 선 경유)1966년 - 1982년(산인 본선 정기 직통 시대. 가나자와 편성은 원래 아사시오이다)
  - 미사사(오사카 - 구라요시 간/기신 선·인비 선 경유)1966년 - 1985년(산인 본선 정기 직통 시대. 폐지는 1997년)
  - 사고가오카(우노 - 아게이 간, 이후엔 오카야마 - 요나고 간)1968년 - 1991년(산인 본선 정기 직통 시대. 폐지는 1997년)
  - 미호(돗토리 - 사카이미나토 간)1966년 - 1982년
  - 이와미(돗토리 - 마스다 간)1966년 - 1985년
  - 산베(돗토리 - 구마모토 간)1968년 - 1997년
  - 시마네(요나고 - 하카타 간)1965년 - 1968년
  - 하기(요나고 - 나가토시 간)1972년 - 1975년(나가토로 개칭)
  - 나가토(요나고 - 나가토시 간)1975년 - 1985년
  - 하쿠지(오카야마 - 요나고 간)1975년 - 1982년
  - 시라기리(요나고 - 히로시마 간/하쿠비 선 경유)1966년 - 1968년(지도리로 통합. 후에도 하쿠비 선 경유는 1972년까지 이어짐.)
  - 이나바(돗토리 - 히로시마 간/기스키 선 경유)1966년 - 1968년(지도리로 통합)
  - 지도리(돗토리 - 히로시마 간/기스키 선 경유)1966년 - 1990년(산인 본선 직통 시댜. 폐지는 2002년)
  - 아키요시(고쓰 - 히타 간)1966년 - 1985년
  - 나가토(하마다 - 고쿠라 간)1985년 - 1992년

### 지역 운송
국철 시대에는 전 구간을 운행하는 장거리 열차를 다수 볼 수 있었으나, 교토발 보통 객차 열차의 행선이 소노베나 후쿠치야마 등으로, 도요오카·하마사카·돗토리·요나고·이즈모시·하마다 등으로 한정되어 있었다.(후쿠치야마 역에서 후쿠치야마 선으로 직통하는 열차도 포함)현재는 아래의 구간처럼 상세하게 나뉘고 있다.
교토 - 소노베 구간을 제외한 구간에서의 각역정차나 쾌속열차는 1인 승무로 운행되고 있다.

#### 교토 - 소노베 구간
사가노 선이라는 애칭이 있다. 어번 네트워크를 구성하며 이용객 수·열차 운행 수가 많으며, 아침 러시 아워 시간대에는 운송력을 최대로 끌어올려 운용하고 있다. 2010년 3월 7일에는 교토 - 소노베 구간이 복선화(교토 역 구내에서는 단선)공사가 종료되었다.

#### 소노베 - 후쿠치야마 구간
전철화 및 고속화 공사가 이어지고 있으며, 특급의 소요 시간은 짧은 편이다. 그러나, 보통 열차는 느리고 대피 등의 이유로 정차 시간이 길고, 구간 내에서는 커브가 많아 속도 제한이 있어, 소요 시간은 상당히 긴 편이다. 아야베 - 후쿠치야마 구간은 마이즈루 선·오바마 선으로부터 후쿠치야마 선으로 연락하는 특급 릴레이 호가 운행되고 있다. 운행 횟수는 시간당 한두편 정도이다. 보통열차는 일부를 제외하고는 1인 승무가 실시되고 있으며, 2량 편성의 열차는 차장 승무로 운행되는 열차가 있다. 교토 역에서 직통하는 열차는 아침저녁의 일부 열차를 제외하고는 소노베 - 후쿠치야마 간의 열차가 주를 이루고 있다. 이 경우에는 소노베 역에서 사가노 선의 열차와 접속된다. 또한 교토 - 후쿠치야마 구간은 특급 우선도가 높고, 대피선이 갖춰진 역이 많다.

#### 후쿠치야마 - 도요오카·기노사키 온천 구간
후쿠치야마 선의 연장적 성격으로 교토 - 소노베 구간보다 빨리 전철화되었으며 오사카·교토 방면의 특급이 접속하고 있다. 고속화 공사가 진행되었음에도 후쿠치야마 - 가미야쿠노 구간은 급곡선이 많아 특급도 속도낮춰서 운행하게 된다. 이 구간에서는 대향 열차를 기다리기 위해 슈쿠나미 신호장이 있다. 오사카로부터 직통되는 장거리 보통 열차도 운행되고 있었지만, 현재는 운행되지 않는다. 와다야마 역 이북으로는 반탄 선의 특급 열차를 갈아탈 수 있다. 관광 시즌에는 임시 열차가 운행되는데 승하차에 시간이 오래 걸려 지연되는 일이 잦다. 이 구간에서는 시간마다 한두편의 열차가 운행되며, 보통 열차는 일부를 제외하고 1인 승무가 실시되고 있다. 이른 아침에는 도요오카에서 기노사키 온천방면으로 가는 열차도 있다.

#### 도요오카·기노사키 온천 - 하마사카 구간
기노사키 온천 이후로는 비전철화 구간으로, 열차도 한두 시간에 한 편 정도로 로컬선의 성격이 짙다. 또한, 일본에는 세 곳이 존재하는 라티스식 교량인 다케노가와 교량이 있는데, 하마사카역 이전의 다카미가와 교량도 라티스의 흔적이 남아 있다. 구간 중에는 아마루베 철교가 있다. 이 구간에서는 대향 열차를 기다리기 위해 아이다니 신호장이 있다. 보통 열차는 일부를 제외하고는 1인 승무를 실시하고 있다. 이 구간의 보통 열차는 기본적으로는 도요오카 착발이다. 이 구간에서 월 1회 보수 운휴(대행수송 버스 없음)를 하는 때도 있다. 과거에는 이 구간에도 특급 기타킨키로의 접속을 목적으로 한 쾌속열차가 운행되었지만, 현재는 각역정차화되었다. 2011년 4월부터는 임시쾌속으로 도요오카·돗토리간에 산인 해안 지오라이너가 토·일요일 등에 운행되고 있다.(올해는 10월까지 예정)

#### 하마사카 - 돗토리 구간
현경을 지나는 구간이 있는데, 특급 하마카제(1왕복)을 제외하고는 1·2량 편성의 보통 열차가 운행되고 있다. 키하 47형 기동차·키하 121형 기동차가 운행되고 있다. 보통 열차는 일부를 제외하고는 1인 승무로 운행되고 있다. 이 구간에서는 스위치백식 정차장이 있는 다키야마 신호장이 있는데, 현재는 대향 열차를 기다리는 용도 외에는 이용되지 않는다.

#### 돗토리 - 요나고 구간
돗토리역 이서로는 다시 간선철도의 성격을 띠고 있다. 고속화 공사로 소요 시간이 단축되면서 해안이 보이는 구간(스에쓰네 - 구라요시 구간을 제외하고는 터널이 없다)을 돗토리 현내·산인 양현의 도시간 운송을 목적으로 하는 특급이나 이를 보완하는 쾌속 돗토리 라이너가 운헹되고 있다. 또한 케이한신 착발의 특급도 지즈 급행 경유로 환승할 수 있으며, 특별히 돗토리 - 구라요시 구간을 잇는 보통열차는 후속 열차의 대피를 위해 장시간 정차하는 경우가 있다. 보통 열차는 구라요시 역에서 환승할 수 있는 경우가 많다. 구간 중 호키다이센역부터는 전철화 구간이다.

#### 요나고 - 이즈모시 구간
하쿠비 선과 동시에 산인 본선에서 가장 빠르게 전철화된 구간으로 보통 열차의 절반이 기동차로 운행되고 있으며, 시간마다 한편 정도의 열차가 운행되고 있다. 전동차는 일부가 하쿠비 선 직통이며, 특급 야쿠모등과도 갈아탈 수 있다. 평일에는 상행에 한해서 쾌속 통근 라이너도 운행되고 있다. 그 외에도 쾌속열차(아쿠아 라이너와 돗토리 라이너)가 운행되고 있으며, 이 구간에서는 각역에 정차한다. 신지 - 마쓰에 구간에서는 기스키 선으로부터의 직통 열차가 존재한다.

#### 이즈모시 - 마스다 구간
이즈모시역 이서로는 다시 로컬 선의 셩격이 강하며, 최근에 고속화 공사가 진행되면서 시마네현내의 도시간 운송 수단을 특급에서 대체할 목적으로 운행되는 아쿠아 라이너가 운행되고 있다. 부통 열차는 하마다·고쓰역에서 환승할 수 있는 경우가 많으며, 하마다 역 이서로는 보통 열차의 운행 횟수가 극단적으로 적다. 2006년 7월 18일부터 2007년 6월 15일까지 산코 선이 불통된 관계로, 1왕복의 열차가 운휴하였으며 산코 선의 운전 재개와 동시에 해당 열차가 운행을 재개하였다. 그리고, 산코 선 직통의 보통 열차도 하마다 행이 두 편, 하마하라 행이 한 편 신설되었다.(국철 시대에는 운행되는 열차가 없었으므로, 정계에서는 부활이라고 불렀다)

#### 마스다 - 나가토시 구간
시마네 현과 야마구치 현의 현경을 지나는 구간에서는 산인 본선 중에서도 가장 승객이나 운행 횟수가 적은데, 두 시간에 한편 정도로 목요일에는 운행하지 않는 열차도 있다. 많은 열차가 마스다 - 나가토시 구간을 운행하지만, 일부는 나고·히가시하기 - 나가토시 구간을 운행하고 있다. 마스다 역 이서로는 우등 열차가 없고, 아침에만 2량 편성이 운행되고 있으며, 1량의 1인 승무가 실시되고 있다. 이 구간은 해안선을 따라 달리는 구간이 많은데, 차창으로 보이는 풍경은 비교할 수 없다. 특별히 스사 - 우다고 구간에 있는 소고가와 교량은 동해의 주요한 강인 소고가와 강의 하구를 따라 달리는데, 철도사진 촬영 포인트로도 유명하다.

#### 나가토시 - 시모노세키 구간
산인 본선은 하타부까지 운행하는 열차가 시모노세키 역까지 직결 운행된다. 이 구간은 운송력이 낮아, 과거에는 급행 아키요시나 산베등이 나가토시 역에서 갈라지는 미네 선 경유로 운행하기도 하였다.
시모노세키 시 지역, 특별히 고구시역 이남은 기타큐슈 대도시권(간몬 도시권)으로 도시권 운송이 꼭 필요한 지역으로, 운행 편수나 량수가 다른 곳과 비교해서 많은 편이며, 시간마다 한편 정도가 운행되고 있다. 운송력 조정을 위해 고구시 역에서 갈아타야 하는 열차가 많다.(이 경우, 고구시 역 이남의 열차들은 4량 편성으로 운행된다)일부는 간몬 터널을 넘어 모지나 고쿠라까지도 운행하였으나, 2005년 10월의 시각표 개정때 JR 서일본 관내 하타부 역 이동과 JR 규슈 관내를 연결하는 직통 보통 열차가 완전히 폐지되어, 이후로는 모든 열차가 시모노세키 역에서 되돌림 운행을 하고 있다.
2007년 7월 1일부터 관광 열차 미스즈 시오사이가 운행되고 있다.(토·일요일·축일에는 쾌속 운행)

#### 나가토시 - 센자키 구간(센자키 지선)
1일 6왕복이 운행되고 있다. 관광 열차 미스즈 시오사이(시모노세키 방면 직통)를 제외한 모든 열차가 1인 승무로 운행되며, 일부는 선내에서 되돌림 운행을 하는 열차를 제외하고는 미네 선 직통 운행 계통이 기본이다. 이것은 센자키 지선이 원래 미네 선의 화물 지선이었던 데서 유래한다.

### 화물 열차
화물 열차는 호키다이센 - 요나고 구간과 오카미 - 마스다 구간에서 운행된다. 모든 열차가 하쿠비 선 또는 야마구치 선과 직통 운행하므로 산인 본선 내에서 완결되는 열차는 없다.

### 모지 발 후쿠치야마 행 주행 보통 열차 824 열차
과거에 산인 본선과 신요 본선의 모지역에서 후쿠치야마 역을 일본 제일의 주행 거리를 갖고 있는 보통 열차가 운행되었었다. 철도 팬은 이 열차 번호를 824 열차라고 불렀다.
이전에 쇼와 30년대까지 일본국유철도(국철)은 특급과 급행 열차의 운행 횟수가 적은 반면에, 장거리 보통 열차를 많이 설정했었었다. 1956년 11월 시각표 개정 당시에는 도카이도 본선·산요 본선에 도쿄 - 모지 구간을 운행하는 111·112 열차(도카이도 본선 구간에서는 야행 운전. 영업 거리는 1108.2km. 문라이트 나가라 항목을 참조), 동해 종관선에서는 오사카 - 아오모리 구간의 우에쓰 선에서 야행 운전하는 511·512 열차, 호쿠리쿠 선과 오우 선에서 두 번 야행 운전하는 513·514 열차(운행 당시의 영업 거리는 1055.6km)등이 운행되고 있었다.
그러나 1961년 10월에 실시된 산로쿠토라 불린 시각표 개정 이후, 국철에는 보통 열차의 승객을 신설하지 않고 증발되는 특급과 급행 열차의 운행에 주력하기로 결정하면서, 이로부터 장거리 보통 열차가 사라지게 되었다. 그리고, 그 보통 열차가 사라지던 쇼와 50년대, 일본 제일의 운행 거리를 가진 보통 열차가 남았는데, 그것이 824 열차였다.
1972년(쇼와 47년) 3월 15일의 시각표 개정 이전에는 전선을 직통하는 야행 열차 824 열차와 829 열차도 있었지만, 야행 구간이 급행으로 격상(시마네를 포함한 야행 산베)되면서 야행 구간과 주행 구간이 다른 열차로 구분(야행 구간은 그 이전의 산인)되었고, 그것으로부터 최장이었던 오사카 발 니가타 행의 보통 열차가 폐지된 것이 1975년 10월의 시각표 개정에서 있었다.
이 열차는 모지 역을 오전 5시 30분 정도에 출발하여 후쿠치야마 역에는 그 날이 끝날 때쯤에 도착하였으며, 운행 중에는 특급이나 급행의 대피나 화물 열차의 운송등을 이유로 장시간 정차하는 경우가 많아, 소요 시간은 대략 18시간 정도였다. 표정속도는 30km/h를 약간 상회하는 수준이었다. 또한, 객차는 오하 35계·스하 43계·60계 등의 손으로 문을 여는 구형 객차가 최후까지 사용되었다.
이 구형 객차의 여수와 운전 구간이 만나는, 타는 철이라는 통칭으로 불렸던 철도 여행계의 팬들로부터 주목되었던 존재로, 미야와키 슌조·다키무라 나오키등의 기행 작가들의 승차기도 쓰여졌다. 그러나, 조에쓰 신칸센의 개통에 수반한 시각표 개정 직전인 1982년 10월쯤, 국철의 장거리 보통 열차의 순위는 다음과 같았다.
1. 824 열차 : 모지 - 후쿠치야마 간 595.1km
2. 831 열차 : 도요오카 - 모지 간 535.2km
3. 726 열차 : 하마다 - 오사카 간 500.8km
4. 530 열차 : 니시카고시마(현재의 가고시마 중앙역) - 모지코 역(닛포 본선 경유)간 476.9km
5. 921·924 열차 하야타마 : 가메야마 - 덴노지(기세이 본선 경유)간 442.2km

그러나 객차의 노후화가 진행되고 국철의 합리화 정책의 일환으로 객차를 사용한 열차가 기동차와 전동차로 바뀌는 정책이 실시되면서 824 열차는 1982년 2월의 시각표 개정으로 시모노세키 - 이즈모시 구간의 824 열차와 이즈모시 - 후쿠치야마 구간의 548 열차로 분할되면서 계통이 분리되었다. 그 후, 열차의 운행 구간이 더욱 세분화되면서 2006년 현재에 824 열차가 운행하던 시간대에 해당하는 열차는 존재하지 않는 구간이 있다.

## 이용 열차

### 특급 열차
- 183계 전동차·287계 전동차
  - 교토 - 기노사키 온천 구간(마이즈루 하시다테 기노사키 고노토리)
- 285계 전동차
  - 호키다이센 - 이즈모시 구간(선라이즈 이즈모)
- 381계 전동차
  - 후쿠치야마 - 기노사키 온천구 간(고노토리), 호키다이센 - 이즈모시 간(야쿠모)
- 키하 187계 동차
  - 돗토리 - 마스다 구간(슈퍼 마쓰카제 슈퍼 오키)
- 키하 189계 동차
  - 와다야마 - 돗토리 구간(하마카제)
- HOT7000형 동차
  - 돗토리 - 구라요시 구간(슈퍼 하쿠토)
- KTR8000형 동차
  - 교토 - 후쿠치야마 구간(마이즈루 하시다테)

#### 과거의 특급·급행 차량
- 키하 80계 동차
  - 특급(아사시오 마쓰카제 하마카제 야쿠모 오키)
- 키하 181계 동차
  - 특급(아사시오 마쓰카제 하마카제 하쿠토 이나바 야쿠모 구니비키 오키 이소카제)
- 키하 58계·키하 65형 동차
  - 각 급행 열차
- 24계 객차
  - 침대특급(이즈모(1·4호))
- 14계 객차
  - 침대특급(이나바 → 이즈모(2·3호), 급행(다이센))
- 12계 객차
  - 급행(다이센 산베)
- 20계 객차
  - 침대특급(이즈모), 급행(다이센·산베)

### 보통열차·쾌속열차
- 113계 전동차
  - 소노베 - 기노사키 온천 구간
- 115계 전동차
  - 소노베 - 기노사키 온천 구간
  - 호키다이센 - 요나고 - 니시이즈모 구간
- 221계 전동차
  - 교토 - 후쿠치야마 구간
- 223계 5500번대 전동차
  - 교토 - 기노사키 온천 구간(교토 - 소노베 간은 221계와 중련)
- 키하 40계 동차(전철화 이전에는 교토 - 도요오카 구간에서 사용)
  - 도요오카 - 하마사카 - 돗토리 구간
  - 돗토리 - 요나고 - 이즈모시 구간
  - 이즈모시 - 하마다 구간
  - 마스다 - 하타부 - 시모노세키 구간
- 키하 121계 동차
  - 하마사카 - 돗토리 구간
- 키하 121계·126계 동차
  - 돗토리 - 요나고·이즈모시·니시이즈모 구간(쾌속 돗토리 라이너)
  - 이즈모시 → 요나고 구간(쾌속 통근 라이너
  - 요나고 - 하마다·마스다 구간(쾌속 아쿠아 라이너
- 키하 120형 동차
  - 마쓰에 - 신지 구간
  - 이즈모시 - 하마다 - 마스다 구간
  - 마스다 - 나가토시 구간
  - 나가토시 - 센자키 구간

#### 과거의 열차
- 117계 전동차
- 키하 33형 동차
  - 하마사카 - 돗토리 구간(2010년 3월 운용 종료)
- 키하 58계 동차
- 50계 객차
- 12계 객차

### 화물 열차
- DD51형·다키 1100형
  - 마스다 - 오카미 구간
- EF64형·각종 컨테이너 화차
  - 호키다이센 - 요나고 구간

## 역사
교토 - 소노베 구간은 교토에서 마이즈루까지의 철도 노선을 계획한 교토 철도가 1899년까지 개통한 것이다. 소노베 - 아야베 구간은 러일 전쟁의 영향으로 마이즈루까지의 건설이 다급해진 정부가 교토 철도를 대신해서 건설한 것이다. 또한, 후쿠치야마 - 아야베 구간은 한카쿠 철도의 노선을 인수받은 형태로 마이즈루까지를 잇는 한카쿠 선의 일부로 1904년에 개통하였다. 교토 철도와 한카쿠 철도 양사는 국유화되어, 교토 - 아야베 구간이 교토 선으로써 1910년에 개통하였다.
후쿠치야마 - 와다야마 - 가스미 구간은 산요 철도가 개통한 것으로 반탄 선을 연장한 형태로 1911년까지 개통되었다.
하마사카 - 이즈모이마이치(현재의 이즈모시)구간은 산인 지방 최초의 철도로, 1909년에 관영으로 개통하여 미쿠리야 - 요나고 - 사카이(현재의 사카이미나토)구간을 동서로 연장한 형태로 1911년까지 개통하였다.
이듬해, 아마루베 철교와 도칸 터널의 개통으로 가스미 - 하마사카 구간이 개업해 교토 - 이즈모이마이치 구간이 산인 본선으로 설정되었다. 이즈모이마이치부터는 서쪽으로 계속 연장해, 1928년에 스사 역까지 연장되었다.
우다고 - 쇼묘이치(현재의 나가토시) - 아가와 구간과 쇼묘이치 - 센자키 구간은 미네 선을 연장한 형태로 1930년까지 개통되었다. 고구시 - 하타부 구간은 조슈 철도의 노선으로 1925년에 국유화되어, 고구시 선으로 불렸다. 1928년에 아가와 역까지 연장되었다.
1933년에 스사 - 우다고 구간이 개통하였고, 미네 선의 우다고 - 조쇼이치 - 아가와 구간과 쇼묘이치 - 센자키 구간과 고구시 선을 통합하여 교토 - 하타부 구간과 쇼묘이치 - 센자키 구간이 산인 본선으로 전 구간 개통되었다.
그러나, 조슈 철도가 국유화되면서 하타부 - 히가시(현재의 히가시시모노세키)구간은 산요 전기 궤도(노면 전차선. 현재는 산덴 교통으로 버스 운영)의 노선이 되었다.

### 연표

#### 교토 철도 → 교토 선
- 1897년
  - 2월 15일 : 교토 철도 니조 - 사가(현재의 사가아라시야마)구간(6.14km)개통. 니조 역과 사가 역이 개업.
  - 4월 27일 : 오미야 - 니조(3.30km)구간이 연장 개통. 오미야 역, 단바구치 역 개업.
  - 11월 16일 : 교토 - 오미야(0.76km)구간이 연장 개통. 관설 철도(국철)교토 선에 편입.
- 1898년 1월 1일 : 하나조노 역 개업.
- 1899년
  - 8월 1일 : 오미야 역 폐지.
  - 8월 15일 : 사가 - 하나조노(25.53km)구간이 연장 개통. 가메오카 역, 야기 역, 소노베 역이 개업.
- 1902년 11월 12일 : 영업 거리 단위를 마일-체인에서 마일로 규격화.
- 1905년 1월 15일 : 오미야 역이 재개업.
- 1907년 8월 1일 : 교토 철도의 국유화
- 1909년 10월 12일 : 노선 명칭 개정으로 교토 - 소노베 구간이 교토 선이 됨.
- 1910년 8월 25일 : 소노베 - 아야베(42.00km)구간이 연장 개통. 히요시 역, 고미 역, 와치 역, 야마가 역이 개업.
- 1911년 9월 16일 : 오미야 역 폐지.

#### 한카쿠 선(후쿠치야마 - 아야베 구간)
- 1904년 11월 3일 : 후쿠치야마 - 아야베 - 신마이즈루(현재의 히가시마이즈루역)구간이 개통(후쿠치야마 - 아야베 구간은 12.39km). 한카쿠 철도가 관할. 현재의 산인 본선에 해당하는 구간에 아야베 역, 이사 역, 후쿠치야마 역이 개업.
- 1907년 8월 1일 : 한카쿠 철도의 국유화
- 1909년 10월 12일 : 노선 명칭 개정으로 가미사키(현재의 아마가사키 역) - 후쿠치야마 - 아야베 - 신마이즈루 구간이 한카쿠 선이 됨.

#### 반탄 선(후쿠치야마 - 가스미 구간)
- 1908년 7월 1일 : 와다야마 - 요카 구간(12.07KM)구간이 개업. 야부 역, 요카 역이 개통.
- 1909년
  - 7월 10일 : 요카 - 도요오카(17.22km)구간이 연장 개통. 에바라 역, 도요오카 역이 개업.
  - 9월 5일 : 도요오카 - 기노사키(9.66km)구간이 연장 개통. 기노사키 역(현재의 기노사키 온천역)이 개업.
  - 10월 12일 : 노선 명칭 개정으로 시카마 - 히메지 - 와다야마 - 기노사키 구간이 반탄 선이 됨.
- 1911년 10월 25일 : 기노사키 - 가스미(22.05km)구간이 연장 개통. 지선 와다야마 - 후쿠치야마(30.58km)구간도 동시 개통. 가미카와구치 역, 시모야쿠노 역, 가미야쿠노 역, 야나세 역, 다케노 역, 사쓰 역, 가스미 역이 개업.

#### 산인 본선(전 구간 개통 이전)
- 1902년
  - 11월 1일 : 사카이(현재의 사카이미나토역) - 요나고 - 미쿠리야 구간이 개통(요나고 - 미쿠리야 구간은 19.41km). 현재의 산인 본선에 해당하는 구간에 요나고 역, 요도에 역, 미쿠리야 역이 개업.
  - 12월 1일 : 구만토 역(현재의 호키다이센 역)이 개업.
- 1903년
  - 8월 28일 : 미쿠리야 - 야바세(17.70km)구간이 연장 개업. 시모이치 역, 아카사키 역, 야바세 역(현재의 우라야스 역)이 개업.
  - 12월 20일 : 야바세 - 구라요시(15.61km)구간이 연장 개통. 유라 역, 구라요시 역이 개업.
- 1904년 3월 15일 : 구라요시 - 마쓰자키(5.47km)구간이 연장 개통. 마쓰자키 역이 개업.
- 1905년 5월 15일 : 마쓰자키 - 아오야(11.91km)구간이 연장 개통. 도마리 역, 아오야 역이 개업.
- 1907년 4월 28일 : 아오야 - 돗토리 임시 정차장(20.76km)구간이 연장 개통. 하마무라 역, 호기 역, 고야마 역, 돗토리 임시 정차장이 개업.
- 1908년
  - 4월 5일 : 돗토리 - 돗토리 임시 정차장(1.77km)구간과 요나고 - 야스기(8.85km)구간이 연장 개통. 기점이 사카이에서 돗토리로 바뀌며 돗토리 - 야스기 구간이 본선, 요나고 - 사카이 구간이 지선이 됨. 돗토리 역, 야스기 역이 개업. 돗토리 임시 정차장 폐지.
  - 11월 8일 : 야스기 - 마쓰에(20.12km)구간이 연장 개통. 아라지시 역, 이야 역, 마가타 역(현재의 히가시마쓰에 역)이 개업.
- 1909년
  - 3월 11일 : 메이와 임시 승강장이 개업.
  - 10월 12일 : 노선 명칭 개정으로 돗토리 - 요나고 - 마쓰에 구간이 산인 본선이 됨.
  - 11월 7일 : 마쓰에 - 신지(17.06km)구간이 연장 개통. 유마치 역(현재의 다마쓰쿠리 온천역), 신지 역이 개업.
- 1910년
  - 6월 10일 : 이와미 - 돗토리(18.35km)구간과 신지 - 조바라(4.02km)구간이 연장 개통. 이와미 역, 조하라 역이 개업.
  - 10월 10일 : 조하라 - 이즈모이마이치(11.59km)구간이 연장 개통. 시오미 역(현재의 후쿠부 역), 나오에 역, 미즈모이마이치 역(현재의 이즈모시 역)이 개업.
- 1911년
  - 10월 1일 : 구만토 역이 다이센 역으로 개칭.
  - 11월 10일 : 하마사카 - 이와미(14.00km)구간이 연장 개통. 하마사카 역, 이구미 역이 개업.
- 1912년
  - 1월 31일 : 메이와 임시 승강장을 임시 정차장으로 변경시켜 메이와 임시 정차장으로 개업.
  - 3월 1일 : 가스미 - 하마사카(17.86km)구간이 연장 개업하여 교토 - 이즈모이마이치 구간이 전 구간 개통됨. 교토 선 전선, 한카쿠 선 아야베 - 후쿠치야마 구간, 반탄 선 후쿠치야마 - 가스미 구간을 산인 본선에 편입시킴. 요로이 역, 구타니 역이 개업.
  - 3월 2일 : 겐부도 임시 정차장이 개업.
  - 5월 1일 : 구라요시 역을 가미이 역으로 개칭.
- 1913년 11월 21일 : 이즈모이마이치 - 오다(15.45km)구간이 연장 개통. 지미야 역(현재의 니시이즈모 역), 고난 역, 오다 역이 개업.
- 1915년
  - 3월 10일 : 시모키타조 역이 개업.
  - 3월 31일 : 요나고 - 야스기 구간에 시미즈지 임시 승강장이 개업.
  - 7월 11일 : 오다 - 이와미오타(17.06km)구간이 연장 개업. 다기 역, 하네 역, 구테 역, 이와미오타 역(현재의 오타시 역)이 개업.
- 1917년
  - 5월 1일 : 다이센 역을 호키다이센 역으로 개칭.
  - 5월 15일 : 이와미오타 - 니마(11.75km)구간이 연장 개통. 이소타케 역, 니마 역이 개업.
- 1918년
  - 4월 21일 : 겐부도 임시 정차장이 역으로 승격되어 겐부도 역이 됨.
  - 11월 25일 : 니마 - 아사리(19.15km)구간이 연장 개통. 마지 역, 유노쓰 역, 구로마쓰 역, 아사리 역이 개업.
- 1920년 12월 25일 : 아사리 - 쓰노즈(10.62km)구간이 연장 개통. 이와미고쓰 역(현재의 고쓰 역), 쓰노즈 역이 개업.
- 1921년 9월 1일 : 쓰노즈 -하마다(14.65km)구간이 연장 개통. 하시 역, 시모코 역, 하마다 역이 개업.
- 1922년
  - 3월 10일 : 하마다 - 스후(9.50km)구간이 연장 개통. 이와미나가하마 역(현재의 니시하마다 역), 스후 역이 개업.
  - 9월 1일 : 스후 - 미호미스미(9.82km)구간이 연장 개통. 미호미스미 역이 개업.
- 1923년 12월 26일 : 미호미스미 - 이와미마스다(현재의 마스다, 21.89km)구간이 연장 개통. 야마구치 선과 접속. 가마테 역, 이와미쓰다 역이 개업.
- 1924년 4월 1일 : 오리이 역이 개업.
- 1925년
  - 3월 8일 : 이와미마스다 - 이와미오바마(9.81km)구간이 연장 개통. 이와미오바마 역(현재의 도다오바마 역)이 개업.
  - 7월 6일 : 고야마 - 호기 구간에 시로사키 임시 정차장이 개업.
  - 10월 10일 : 시모야마 역 개업.
  - 11월 1일 : 이와미오바마 역을 도다오바마 역으로 개칭.
- 1926년
  - 4월 1일 : 오카미 역이 개업.
  - 9월 16일 : 시즈마 역이 개업.
  - 9월 17일 : 다이센구치 역이 개업.
- 1927년 6월 19일 : 도다오바마 - 이노우라(3.70km)구간이 연장 개통. 이노우라 역이 개업.
- 1928년
  - 3월 25일 : 이노우라 - 스사(12.39km)구간이 연장 개통. 에사키 역, 스사 역이 개업.
  - 7월 4일 : 아바세하마 임시 정차장(현재의 야바세 역)이 개업.
  - 9월 11일 : 스에쓰네 역이 개업.
  - 10월 25일 : 이아미후쿠미쓰 역이 개업.
- 1929년
  - 8월 17일 : 사가 - 우마호리 구간에 마쓰오야마 신호장이 개설.
  - 12월 25일 : 기마치 역이 개업.
- 1930년 4월 1일 : 영업 거리 단위를 마일에서 미터로 변경(교토 - 스사 구간은 336.8M → 542.0km). 화물 지선 마유 - 마유코(1.0km)구간이 개업. 마유코 역이 화물역으로 개업. 교토 - 단바구치 구간의 화물 영업이 폐지.
- 1931년 7월 18일 : 모로요세 임시 정차장이 개업.

#### 미네 선
- 1924년 11월 3일 : 미네 선 쇼묘이치(현재의 나가토시) - 나가토미스미(5.15km)구간이 연장 개통. 나가토미스미 역이 개업.
- 1925년
  - 4월 3일 : 나가토미스미 - 하기(18.67km)구간이 연장 개통. 산미 역, 다마에 역, 하기 역이 개업.
  - 11월 1일 : 하기 - 히가시하기(3.70km)구간이 연장 개통. 히가시하기 역이 개업.이치 -
- 1928년 12월 9일 : 지선 쇼묘이치 - 기와도(5.31km)구간이 개통. 기와도 역이 개업.
- 1929년
  - 4월 24일 : 히가시하기 - 나고(11.91km)구간이 연장 개통. 나가토오이 역, 나고 역이 개업.
  - 10월 13일 : 지선 기와도 - 나가토후루이치(4.02km)구간이 연장 개통. 나가토후루이치 역이 개업.
- 1930년
  - 4월 1일 : 영업 거리 단위를 마일에서 미터로 변경(쇼묘이치 - 나고 구간 24.5M → 39.4km, 쇼묘이치 - 나가토후루이치 구간 5.8M → 9.4km).
  - 5월 15일 : 화물지선 쇼묘이치 - 센자키(2.2km)구간이 연장 개통. 센자키 역이 화물역으로 개업.
  - 12월 7일 : 나가토후루이치 - 아가와(18.4km)구간이 연장 개통하여 고구시 선과 접속. 히토마루 역, 이가미 역, 나가토아와노 역이 개업.
- 1931년 11월 15일 : 나고 - 우다고(11.0km)구간이 연장 개통. 기요 역, 우다고 역이 개업.

#### 조슈 철도 → 고구시 선
- 1914년 4월 22일 : 조슈 철도 히가시시모노세키 - 하타부 - 고구시 구간이 개통(하타부 - 고구시 구간은 23.82km). 현재의 산인 본선에 해당하는 구간에 아가타구치 정류장, 아야라기 역, 야스오카 역, 후쿠에 역, 요시미 역, 우메가토 역, 후루이무라 역, 가와타나 온천역, 고구시 역이 개업.
- 1917년 3월 1일 : 아가타구치 정류장 폐지.
- 1925년
  - 6월 1일 : 하타부 - 고구시 구간이 국유화되어 고구시 선이 됨. 전 구간에서 0.16km 단축.
  - 8월 16일 : 고구시 - 다키베(15.31km)구간이 연장 개통. 유타마 역, 나가토후타미 역, 다키베 역이 개업.
- 1928년 9월 9일 : 다키베 - 아가와(7.72km)구간이 연장 개통. 곳토이 역, 아가와 역이 개업.
- 1930년 4월 1일 : 영업 거리 단위를 마일에서 미터로 변경(28.9M → 46.4km).

#### 전 구간 개통 이후
- 1933년
  - 2월 24일 : 스사 - 우다고(8.8km)구간이 연장 개통하여 교토 - 하타부 구간이 전 구간 개통됨. 미네 선 우다고 - 쇼묘이치 - 아가와 구간과 쇼묘이치 - 센자키 구간이 고구시 선 전선에 편입되어 교토 - 하타부 구간과 쇼묘이치 - 센자키 구간이 산인 본선이 됨.
  - 7월 26일 : 지선 조묘이치 - 센자키 구간에 여객 영업 개시.
- 1935년
  - 5월 1일 : 유사토 역이 개업.
  - 7월 20일 : 우미호리 역, 나미카와 역, 지요카와 역, 요시토미 역이 개업.
  - 10월 1일 : 아스오카 - 아야라기 구간에 가지쿠리 역이 개업.
- 1936년 4월 15일 : 마쓰오야마 신호장이 역으로 승격되어 호즈쿄 역이 됨.
- 1937년 4월 10일 : 노기 역이 개업.
- 1938년
  - 6월 1일 : 모로요세 신호장이 역으로 승격되어 모로요세 역이 됨.
  - 8월 20일 : 야바세 역을 히가시야바세 역으로 개칭. 야바세하마 임시 정차장이 역으로 승격되어 야바세 역이 됨.
- 1941년 8월 10일 : 요시토미 역·가지쿠리 역 휴지.
- 1943년 10월 1일 : 시오미 - 돗토리 구간에 다키야마 신호장이 개설.
- 1945년
  - 5월 30일 : 아야라기 - 하타부 구간에 히에다 신호장이 개설.
  - 11월 14일 : 히에다 신호장 폐지.
- 1946년 4월 25일 : 와치 - 야마가 구간에 다치기 신호장이 개설.
- 1947년 : 이 해 이후로 이와미마스다 - 도다오바마 구간에 경마장 임시 정차장이 개업. 폐지일 불명.
  - 6월 26일 : 시바야마 역이 개업.
  - 11월 1일 : 다치기 신호장이 역으로 승격되어 다치기 역 개업.
- 1948년 10월 13일 : 고쿠후 역이 개업.
- 1949년
  - 3월 1일 : 시오미 역을 후쿠부 역으로 개칭.
  - 5월 11일 : 유마치 역을 다마쓰쿠리 온천역으로 개칭.
  - 12월 15일 : 히가시야바세 역을 우라야스 역으로, 이와미하마다 역을 니시하마다 역으로 개칭.
- 1950년 1월 1일 : 히가시하마 역·오이와 역이 개업.
- 1951년
  - 10월 1일 : 요시토미 역이 재개업.
  - 11월 1일 : 나카야마구치 역이 개업.
- 1953년 10월 10일 : 후나오카 역이 개업.
- 1955년
  - 2월 10일 : 메이와 신호장이 역으로 승격되어 메이와 역이 개업.
  - 8월 1일 : 화물지선 니시하마다- 하마다코(2.3km)구간이 개업. 하마다코 역이 화물역으로 개업.
- 1957년
  - 2월 11일 : 야세리 역이 개업.
  - 4월 1일 : 이즈모이마이치 역을 이즈모시 역으로 개칭.
- 1958년
  - 2월 12일 : 다카쓰 역이 개업.
  - 7월 19일 : 우가혼고 역이 개업.
- 1959년
  - 3월 1일 : 구시로 역이 개업.
  - 4월 1일 : 우야가와 역이 개업.
  - 4월 16일 : 아마루베 역이 개업.
- 1960년 4월 1일 : 고시가하마 역이 개업.
- 1962년
  - 11월 1일 : 쇼묘이치 역이 나가토시 역으로 개칭.
  - 11월 22일 : 호키다이센 - 요나고 구간에 히노가와 신호장이 개설.
  - 12월 1일 : 히노가와 신호장 - 요나고 구간이 복선화.
- 1963년 6월 1일 : 나가토시 - 센자키 구간의 화물 영업이 폐지됨.
- 1964년
  - 1월 21일 : 이 역이 개업.
  - 10월 1일 : 시미즈지 임시 정차장이 폐지되고 시미즈지 신호장이 개설.
- 1966년 10월 1일 : 이와미마스다 역을 마스다 역으로 개칭. 호키다이센 - 히노가와 신호장 구간이 복선화. 히노가와 신호장 폐지.
- 1968년
  - 9월 18일 : 아야베 - 이사 구간이 복선화.
  - 9월 23일 : 요카 - 에바라 구간에 슈쿠나미 신호장이 개설.
- 1969년
  - 3월 1일 : 시로사기 신호장 폐지.
  - 9월 26일 : 이사 - 후쿠치야마 구간이 복선화.
- 1970년
  - 2월 21일 : 다마쓰쿠리 온천 - 기마치 구간이 복선화.
  - 6월 1일 : 이와미고쓰 역을 고쓰 역으로 개칭.
- 1971년 2월 1일 : 이와미오타 역을 오타시 역으로 개칭.
- 1972년 2월 14일 : 가미이 역을 구라요시 역으로 개칭.
- 1973년 4월 1일 : 마유 역을 히가시마쓰에 역으로 개칭.
- 1975년 4월 1일 : 화물지선 히가시마쓰에 - 마유코(1.0km)구간이 폐지. 화물역인 마유코 역이 폐지.
- 1976년
  - 3월 16일 : 교토 - 니조 구간이 고가화. 단바구치 역이 이전.
  - 12월 1일 : 다케노 - 사쓰 구간에 아이다니 신호장 개설.
- 1977년 3월 10일 : 마쓰에 역 부근이 고가화.
- 1978년 11월 8일 : 돗토리 역 부근이 고가화.
- 1979년 10월 31일 : 히가시마쓰에 - 마쓰에 구간이 복선화.
- 1980년 8월 31일 : 나고 - 나가토오이 구간이 재해로 불통됨. 10월에 복구되었지만 다시 불통됨.
- 1981년 3월 5일 : 다시 토사붕괴가 일어나 불통되었던 나고 - 나가토오이 구간이 복구됨.
- 1982년
  - 6월 18일 : 시미즈지 신호장 - 야스기 구간이 복선화.
  - 6월 24일 : 요나고 - 시미즈지 신호장 구간이 복선화. 시미즈지 신호장 폐지.
  - 7월 1일 : 호키다이센 - 지미야 구간이 전철화되어 특급 야쿠모 전동차화됨. 진자이 역(현재의 이즈모진자이 역)이 개업.
  - 11월 7일 : 화물지선 니시하마다 - 하마다코(2.3km)구간이 폐지. 화물역인 하마다코 역이 폐지.
- 1985년 7월 27일 : 다케노 - 사쓰 구간에 기리하마카이스이요쿠조 역이 임시역으로 개업.
- 1986년
  - 8월 1일 : 임시역인 기리하마카이스이요쿠조 역이 폐지.
  - 10월 29일 : 후쿠치야마 - 기노사키 구간이 전철화.
  - 11월 1일 : 나가토시 - 하타부 구간의 화물 영업 폐지. 임시역인 기리하마카이스이요쿠조 역이 폐지.
  - 12월 28일 : 요로이 - 아마루베 구간의 아마루베 교량에서 회송중이던 객차가 추락하는 산인 선 아마루베 철교 열차 추락 사고가 발생함.

#### 민영화 이후
- 1987년 4월 1일 : 일본국유철도 분할 민영화로 산인 본선을 서일본 여객철도가 승계함. 일본화물철도가 단바구치 - 니조 구간과 고야마 - 이즈모시 구간, 고쓰 - 마스다 구간에서 제2종 철도사업자가 됨. 니조 - 고야마 구간과 이즈모시 - 고쓰 구간, 마스다 - 나가토시 구간의 화물 영업 폐지.
- 1988년 3월 13일 : 나가토시 - 센자키 구간에서 1인 승무 개시.[6] 교토 -소노베 구간에 사가노 선이라는 애칭 사용 시작.
- 1989년
  - 3월 5일 : 사가 - 우마호리 구간을 복선화하는 과정에서 신선으로 건설하여 영업 거리가 1.6km 단축됨. 열차의 운행이 폐지된 구선은 보존.
  - 3월 11일 : 우즈마사 역이 개업.
- 1990년
  - 3월 10일 : 교토 - 소노베 구간이 전철화.
  - 6월 1일
    - 철도부 제도가 발족하여 와다야마 - 이구미 구간이 후쿠치야마 지사 관할에서 도요오카 철도부 관리로, 니시이즈모 - 마스다 구간이 요나고 지사 관할에서 하마다 철도부 관리로 이행한다.[7]
    - 도요오카 - 돗토리 구간과 이즈모시 - 마스다 구간에서 1인 승무 개시.[8]
- 1991년
  - 4월 1일
    - 제2차 철도부의 발족과 동시에 소노베 - 후쿠치야마 구간이 후쿠치야마 지사 관할에서 마이즈루 철도부 관리로, 이구미 - 호키다이센 구간이 요나고 지사 관할에서 돗토리 철도부 관리로, 마스다 - 하타부 구간과 나가토시 - 센자키 구간이 히로시마 지사 관할에서 나가토 철도부 관리로 이행된다.[9]
    - 소노베 - 후쿠치야마 구간과 마스다 - 나가토시 구간에서 1인 승무 개시.[10]

  - 4월 27일 : 사가 - 우마호리 구간의 구선이 사가노 관광 철도 사가노 관광선으로 개업(서일본 여객철도가 제1종, 사가노 관광 철도가 제2종 철도사업자).
  - 11월 1일 : 나가토시 - 시모노세키 구간에서 1인 승무 개시.[11]
  - 12월 1일 : 돗토리 - 요나고 구간에서 1인 승무 개시.[12]
- 1992년 4월 1일 : 요나고 - 니시이즈모 구간이 요나고 지사 직할에서 이즈모 철도부 관리로 이행된다.[13]
- 1993년 3월 18일 : 히가시야마 공원역이 개업. 지미야 역을 니시이즈모 역으로, 진자이 역을 이즈모진자이 역으로 개칭.
- 1994년
  - 7월 23일 - 8월 16일 :다케노 - 사쓰 구간에 임시역으로 기리하마비치 역이 개업.[14] 이후 1996년까지 하계에 운영됨.
  - 8월 1일 : 하마다 - 마스다 구간에서 키하 120계 기동차의 운행 개시.[15]
  - 9월 4일 : 사가 역을 사가아라시야마 역으로 개칭.
  - 9월 23일 : 교토 - 단바구치 구간에 임시역으로 녹화 페어 우메코지 역이 개업. 같은해 11월 20일까지 영업.[16]
- 1995년
  - 4월 20일 : 아야베 - 후쿠치야마 구간이 전철화.
  - 7월 27일 : 돗토리대학 앞역이 개업.
- 1996년
  - 3월 16일 : 소노베 - 아야베 구간이 전철화. 니조 - 하나조노 구간이 고가화. 도노다 역을 히요시 역으로 개칭. 신큐대학 앞역이 개업. 단바구치 - 니조 구간과 요나고 - 히가시마쓰에 구간의 화물 열차 설정이 폐지.
  - 8월 21일 : 임시역인 기리하마비치 역이 폐지.[17]
- 1997년
  - 3월 22일 : 고쓰 - 오카미 구간의 화물 열차 설정이 폐지.
  - 10월 1일 : 고야마 - 호키다이센 구간의 화물 열차 설정이 폐지.
- 1998년 3월 14일 : 이즈모시 역 근처가 고가화.
- 1999년
  - 3월 13일 : 이즈모다이샤 역을 이즈모진자이 역으로 개칭.
  - 10월 2일 : 후쿠치야마에서의 특급 그린 요금 환물 통산 제도를 도입함.[18]
- 2000년 9월 23일 : 니조 - 하나조노 구간이 복선화. 엔마치 역이 개업.[19]
- 2001년
  - 3월 3일 : 후쿠치야마 - 도요오카 구간에서 1인 승무 개시.[20]
  - 7월 7일 : 요나고 - 마스다 구간의 고속화 공서 완료. 요나고 - 이즈모시 구간에서 1인 승무 개시.[21]
- 연월일 불명 : 고구시 - 하타부 구간이 나가토 철도부에서 시모노세키 지역 철도부 관리로 이관됨.
- 2002년 8월 30일 : 후쿠치야마 - 이구미 구간에 소규모 선구 자동진로제어장치(SRC)가 도입됨.[22]
- 2003년 10월 1일 : 돗토리 - 요나고 구간의 고속화 공사 완료.
- 2004년 4월 1일 : 일본화물철도의 제2종 철도사업자(고야마 - 호키다이센 구간)폐지.
- 2005년
  - 3월 1일 : 기노사키 역을 기노사키 온천역으로 개칭.[23]
  - 11월 26일 : 후쿠치야마 역 근처가 고가화.[24]
- 연월일 불명 : 마이즈루 철도부의 폐지로 소노베 - 후쿠치야마 구간이 후쿠치야마 철도부 직할로 돌아간다.[25]
- 2006년 4월 1일 : 일본화물철도의 제2종 철도사업자(단바구치 - 니조 구간, 히가시마쓰에 - 이즈모시 구간, 고쓰 - 오카미 구간)폐지.
- 2008년
  - 3월 15일 : 가지쿠리고다이치 역이 개업.
  - 3월 23일 : 하나조노 - 우즈마사 구간이 고가화.
  - 5월 25일 : 우즈마사 - 사가아라시야마 구간이 고가화.
  - 12월 14일 : 우마호리 - 가메오카 구간이 복선화.[26]
- 2009년
  - 3월 14일 : 야기 - 소노베 구간이 복선화.[27]
  - 7월 20일 : 교토 - 단바구치 구간이 복선화.[28]
  - 9월 6일 : 나미카와 - 야기 구간이 복선화.[29]
  - 11월 1일 : 가메오카 - 나미카와 구간이 복선화.[30]
- 2010년
  - 1월 31일 : 단바구치 - 니조 구간이 복선화.[31]
  - 3월 7일 : 하나조노 - 사가아라시야마 구간이 복선화.[32]
  - 7월 17일 - 8월 11일 : 아마루베 교량의 보강 작업으로 가스미 - 하마사카 구간이 운휴하여 버스 대행수송 실시.
  - 8월 12일 : 콘크리트로 보강한 아마루베 교량의 공용 개시.
- 2011년 6월 1일 : 도요오카 철도부의 폐지로[33] 와다야마 - 이구미 구간이 후쿠치야마 지사 직할로 돌아간다.[34]

## 역 목록

### 교토 - 소노베 구간
전 구간 복선화 및 전철화. 괄호 안의 숫자는 기점으로부터의 영업 거리임.
| 역명             | 일어 역명    | 접속 노선 | 역간 거리 | 누적 거리 | 소재지 | 소재지           |
| ---------------- | ------------ | --- | --------- | --------- | ------ | ---------------- |
| 교토             | 京都         | 도카이도 신칸센 ■ 비와코 선 ■ JR 교토 선 ■ 나라 선 고세이 선 긴키 닛폰 철도 교토 선 ■ 교토 지하철 가라스마선 | -         | 0.0       | 교토부 | 교토시 시모교구  |
| 우메코지교토니시 | 梅小路京都西 | | 1.7       | 1.7       | 교토부 | 교토시 시모교구  |
| 단바구치         | 丹波口       | | 0.8       | 2.5       | 교토부 | 교토시 시모교구  |
| 니조             | 二条         | ■ 교토 지하철 도자이선                                                                                       | 1.7       | 4.2       | 교토부 | 교토 시 나카교구 |
| 엔마치           | 円町         | | 1.6       | 5.8       | 교토부 | 교토 시 나카교구 |
| 하나조노         | 花園         | | 1.1       | 6.9       | 교토부 | 교토 시 우쿄구   |
| 우즈마사         | 太秦         | | 1.7       | 8.6       | 교토부 | 교토 시 우쿄구   |
| 사가아라시야마   | 嵯峨嵐山     | 사가노 관광 철도 사가노 관광선 (트롯코사가 역)                                                               | 1.7       | 10.3      | 교토부 | 교토 시 우쿄구   |
| 호즈쿄           | 保津峡       | 사가노 관광 철도 사가노 관광선 (트롯코호즈쿄 역)                                                             | 4.0       | 14.3      | 교토부 | 니시쿄구         |
| 우마호리         | 馬堀         | 사가노 관광 철도 사가노 관광선 (트롯코가메오카 역)                                                           | 3.8       | 18.1      | 교토부 | 가메오카시       |
| 가메오카         | 亀岡         | | 2.1       | 20.2      | 교토부 | 가메오카시       |
| 나미카와         | 並河         | | 3.2       | 23.4      | 교토부 | 가메오카시       |
| 지요카와         | 千代川       | | 1.8       | 25.2      | 교토부 | 가메오카시       |
| 야기             | 八木         | | 3.0       | 28.2      | 교토부 | 난탄시           |
| 요시토미         | 吉富         | | 4.0       | 32.2      | 교토부 | 난탄시           |
| 소노베           | 園部         | ■ 산인 본선 (직결 운행)                                                                                      | 2.0       | 34.2      |        | 난탄시           |

### 소노베 - 하마사카 구간
- 정차역
  - 보통 - 모든 여객 취급역에 정차
    - 교토 방면에서 직통하는 쾌속 열차는 이 구간에서 각역에 정차함.

  - 특급 열차의 정차역은 #우등 열차에서 각 열차의 문서를 참조할 것.
- 노선 기호
  - ∥ : 복선 구간, ◇·*·｜ : 단선 구간(◇ : 교행 가능, * : 교행 설비 휴지중, * : 교행 불가능), ∨ : 여기부터 단선, ∧ : 여기부터 복선

| 전철화 현황 | 역명             | 역간 거리 | 교토부터의 영업 거리 | 접속 노선                                    | 선로 | 소재지 | 소재지             |
| ----------- | ---------------- | --------- | -------------------- | -------------------------------------------- | ---- | ------ | ------------------ |
| 전철화      | 소노베           | -         | 34.2                 | 산인 본선(사가노 선)                         | ∨    | 교토부 | 난탄시             |
| 전철화      | 후나오카         | 4.0       | 38.2                 |                                              | ◇    | 교토부 | 난탄시             |
| 전철화      | 히요시           | 3.7       | 41.9                 |                                              | ◇    | 교토부 | 난탄시             |
| 전철화      | 신큐다이가쿠마에 | 2.4       | 44.3                 |                                              | ｜   | 교토부 | 난탄시             |
| 전철화      | 고마             | 2.8       | 47.1                 |                                              | ◇    | 교토부 | 난탄시             |
| 전철화      | 시모야마         | 4.8       | 51.9                 |                                              | ◇    | 교토부 | 후나이군 교탄바정  |
| 전철화      | 와치             | 6.7       | 58.6                 |                                              | ◇    | 교토부 | 후나이군 교탄바정  |
| 전철화      | 아세리           | 2.1       | 60.7                 |                                              | ◇    | 교토부 | 후나이군 교탄바정  |
| 전철화      | 다치키           | 4.8       | 65.5                 |                                              | ◇    | 교토부 | 후나이군 교탄바정  |
| 전철화      | 야마가           | 3.5       | 69.0                 |                                              | ◇    | 교토부 | 아야베시           |
| 전철화      | 아야베           | 7.2       | 76.2                 | 마이즈루 선                                  | ∧    | 교토부 | 아야베시           |
| 전철화      | 다카쓰           | 4.1       | 80.3                 |                                              | ∥    | 교토부 | 아야베시           |
| 전철화      | 이사             | 2.5       | 82.8                 |                                              | ∥    | 교토부 | 후쿠치야마시       |
| 전철화      | 후쿠치야마       | 5.7       | 88.5                 | 후쿠치야마 선 기타킨키 탄고 철도 미야후쿠 선 | ∨    | 교토부 | 후쿠치야마시       |
| 전철화      | 가미카와구치     | 6.7       | 95.2                 |                                              | ◇    | 교토부 | 후쿠치야마시       |
| 전철화      | 시모야쿠노       | 7.2       | 102.4                |                                              | ◇    | 교토부 | 후쿠치야마시       |
| 전철화      | 가미야쿠노       | 7.4       | 109.8                |                                              | ◇    | 교토부 | 후쿠치야마시       |
| 전철화      | 야나세           | 5.8       | 115.6                |                                              | ◇    | 효고현 | 아사고시           |
| 전철화      | 와다야마         | 3.4       | 119.0                | 반탄 선                                      | ◇    | 효고현 | 아사고시           |
| 전철화      | 야부             | 5.2       | 124.2                |                                              | ◇    | 효고현 | 야부시             |
| 전철화      | 요카             | 7.0       | 131.2                |                                              | ◇    | 효고현 | 야부시             |
| 전철화      | 슈쿠나미 신호장  | -         | 134.5                |                                              | ◇    | 효고현 | 야부시             |
| 전철화      | 에바라           | 7.5       | 138.7                |                                              | ◇    | 효고현 | 도요오카시         |
| 전철화      | 고쿠후           | 3.7       | 142.4                |                                              | ◇    | 효고현 | 도요오카시         |
| 전철화      | 도요오카         | 6.0       | 148.4                | 기타킨키 탄고 철도 미야즈 선                 | ◇    | 효고현 | 도요오카시         |
| 전철화      | 겐부도           | 5.3       | 153.7                |                                              | ◇    | 효고현 | 도요오카시         |
| 전철화      | 기노사키온센     | 4.3       | 158.0                |                                              | ◇    | 효고현 | 도요오카시         |
| 비전철화    | 다케노           | 8.0       | 166.0                |                                              | ◇    | 효고현 | 도요오카시         |
| 비전철화    | 아이다니 신호장  | -         | 170.0                |                                              | ＊   | 효고현 | 미카타 군 가미정   |
| 비전철화    | 사쓰             | 7.4       | 173.4                |                                              | ◇    | 효고현 | 미카타 군 가미정   |
| 비전철화    | 시바야마         | 2.3       | 175.7                |                                              | ｜   | 효고현 | 미카타 군 가미정   |
| 비전철화    | 가스미           | 4.3       | 180.0                |                                              | ◇    | 효고현 | 미카타 군 가미정   |
| 비전철화    | 요로이           | 5.4       | 185.4                |                                              | ＊   | 효고현 | 미카타 군 가미정   |
| 비전철화    | 아마루베         | 1.8       | 187.2                |                                              | ｜   | 효고현 | 미카타 군 가미정   |
| 비전철화    | 구타니           | 4.6       | 191.8                |                                              | ＊   | 효고현 | 미카타 군 신온센정 |
| 비전철화    | 하마사카         | 6.1       | 197.9                | 산인 본선 (돗토리 방면)                      | ◇    | 효고현 | 미카타 군 신온센정 |

1. ↑  마이즈루 선의 열차는 일부가 후쿠치야마 역까지 직결 운행함.

- JR 서일본 직영역(6역)
  - 소노베 역·아야베 역·후쿠치야마 역·와다야마 역·도요오카 역·기노사키 온천역
- 제이알 서일본 후쿠치야마 멘텍이 담당하는 업무 위탁역(4역)
  - 요카 역·에바라 역·가스미 역·하마사카 역
- 간이위탁역(5역)
  - 히요시 역·와치 역·야나세 역·야부 역·다케노 역

### 하마사카 - 마스다 구간
- 역명
  - (화물) : 화물역, ◆·◇·■ : 화물 취급역(화물 전용역 제외, ◇ : 정기 화물 열차의 착발 없음, ■ : 오프 레일 스테이션)
- 정차역
  - 보통 : 모든 여객 취급역에 정차
  - 쾌속 (각 종별)
    - ● : 전 열차 정차, ▲ : 일부 열차만 정차, |·↑ : 전 열차 통과(↑ : 진행 방향)
    - 전 시간대에 해당 열차가 운행하지 않는 경우가 있음.

  - 특급 : #우등 열차에서 각 열차에 해당하는 문서를 참조할 것.
- 선로 : 위의 사항과 동일

| 전철화 현황 | 역명               | 역간 거리 | 교토부터의 영업 거리 | 쾌속          | 쾌속          | 쾌속        | 접속 노선                                      | 선로 | 소재지                    | 소재지                    |
| ----------- | ------------------ | --------- | -------------------- | ------------- | ------------- | ----------- | ---------------------------------------------- | ---- | ------------------------- | ------------------------- |
| 비전철화    | 하마사카           | -         | 197.9                |               |               |             | 산인 본선 (도요오카 방면)                      | ◇    | 효고현 미카타 군 신온센정 | 효고현 미카타 군 신온센정 |
| 비전철화    | 모로요세           | 1.9       | 199.8                |               |               |             |                                                | ｜   | 효고현 미카타 군 신온센정 | 효고현 미카타 군 신온센정 |
| 비전철화    | 이구미             | 4.4       | 204.2                | 돗토리 라이너 |               |             |                                                | ＊   | 효고현 미카타 군 신온센정 | 효고현 미카타 군 신온센정 |
| 비전철화    | 히가시하마         | 3.3       | 207.5                | 돗토리 라이너 |               |             |                                                | ◇    | 돗토리현                  | 이와미군 이와미정         |
| 비전철화    | 이와미             | 4.4       | 211.9                | 돗토리 라이너 |               |             |                                                | ◇    | 돗토리현                  | 이와미군 이와미정         |
| 비전철화    | 오이와             | 2.9       | 214.8                | 돗토리 라이너 |               |             |                                                | ｜   | 돗토리현                  | 이와미군 이와미정         |
| 비전철화    | 후쿠베             | 4.3       | 219.1                | 돗토리 라이너 |               |             |                                                | ◇    | 돗토리현                  | 돗토리시                  |
| 비전철화    | 다키야마 신호장    | -         | 225.0                | 돗토리 라이너 |               |             |                                                | ◇    | 돗토리현                  | 돗토리시                  |
| 비전철화    | 돗토리             | 11.2      | 230.3                | ●             |               |             | 인비 선                                        | ◇    | 돗토리현                  | 돗토리시                  |
| 비전철화    | 고야마             | 4.2       | 234.5                | ▲             |               |             |                                                | ◇    | 돗토리현                  | 돗토리시                  |
| 비전철화    | 돗토리다이가쿠마에 | 1.3       | 235.8                | ▲             |               |             |                                                | ｜   | 돗토리현                  | 돗토리시                  |
| 비전철화    | 스에쓰네           | 3.8       | 239.6                | ▲             |               |             |                                                | ◇    | 돗토리현                  | 돗토리시                  |
| 비전철화    | 호기               | 5.1       | 244.7                | ▲             |               |             |                                                | ◇    | 돗토리현                  | 돗토리시                  |
| 비전철화    | 하마무라           | 2.9       | 247.6                | ●             |               |             |                                                | ◇    | 돗토리현                  | 돗토리시                  |
| 비전철화    | 아오야             | 5.2       | 252.8                | ●             |               |             |                                                | ◇    | 돗토리현                  | 돗토리시                  |
| 비전철화    | 도마리             | 6.1       | 258.9                | ▲             |               |             |                                                | ◇    | 돗토리현                  | 도하쿠군 유리하마정       |
| 비전철화    | 마쓰자키           | 5.7       | 264.6                | ▲             |               |             |                                                | ◇    | 돗토리현                  | 도하쿠군 유리하마정       |
| 비전철화    | 구라요시           | 5.5       | 270.1                | ●             |               |             |                                                | ◇    | 돗토리현                  | 구라요시시                |
| 비전철화    | 시모호조           | 5.1       | 275.2                | ▲             |               |             |                                                | ◇    | 돗토리현                  | 도하쿠 군 호쿠에이정      |
| 비전철화    | 유라               | 4.9       | 280.1                | ▲             |               |             |                                                | ◇    | 돗토리현                  | 도하쿠 군 호쿠에이정      |
| 비전철화    | 우라야스           | 5.7       | 285.8                | ●             |               |             |                                                | ◇    | 돗토리현                  | 도하쿠 군 고토우라정      |
| 비전철화    | 야바세             | 1.8       | 287.6                | ｜            |               |             |                                                | ｜   | 돗토리현                  | 도하쿠 군 고토우라정      |
| 비전철화    | 아카사키           | 3.7       | 291.3                | ●             |               |             |                                                | ◇    | 돗토리현                  | 도하쿠 군 고토우라정      |
| 비전철화    | 나카야마구치       | 4.2       | 295.5                | ｜            |               |             |                                                | ｜   | 돗토리현                  | 사이하쿠군 오야마정       |
| 비전철화    | 시모이치           | 2.2       | 297.7                | ▲             |               |             |                                                | ◇    | 돗토리현                  | 사이하쿠군 오야마정       |
| 비전철화    | 미쿠리야           | 5.9       | 303.6                | ▲             | 아쿠아 라이너 | 통근 라이너 |                                                | ◇    | 돗토리현                  | 사이하쿠군 오야마정       |
| 비전철화    | 나와               | 1.1       | 304.7                | ｜            | 아쿠아 라이너 | 통근 라이너 |                                                | ｜   | 돗토리현                  | 사이하쿠군 오야마정       |
| 비전철화    | 다이센구치         | 4.1       | 308.8                | ▲             | 아쿠아 라이너 | 통근 라이너 |                                                | ◇    | 돗토리현                  | 사이하쿠군 오야마정       |
| 비전철화    | 요도에             | 3.9       | 312.7                | ▲             | 아쿠아 라이너 | 통근 라이너 |                                                | ◇    | 돗토리현                  | 요나고시                  |
| 전철화      | 호키다이센◆        | 5.5       | 318.2                | ●             | 아쿠아 라이너 | 통근 라이너 | 하쿠비 선                                      | ∧    | 돗토리현                  | 요나고시                  |
| 전철화      | 히가시야마코엔     | 3.0       | 321.2                | ｜            | 아쿠아 라이너 | 통근 라이너 |                                                | ∥    | 돗토리현                  | 요나고시                  |
| 전철화      | 요나고             | 1.8       | 323.0                | ●             | ●             | ●           | 사카이 선                                      | ∥    | 돗토리현                  | 요나고시                  |
| 전철화      | 요나고 화물역      | 1.2       | 324.2                | ｜            | ｜            | ↑           |                                                | ∥    | 돗토리현                  | 요나고시                  |
| 전철화      | 야스기             | 7.6       | 331.8                | ●             | ●             | ●           |                                                | ∨    | 시마네현                  | 야스기시                  |
| 전철화      | 아라시마           | 4.8       | 336.6                | ●             | ●             | ●           |                                                | ◇    | 시마네현                  | 야스기시                  |
| 전철화      | 이야               | 5.6       | 342.2                | ●             | ●             | ●           |                                                | ◇    | 시마네현                  | 야쓰카 군 히가시이즈모 정 |
| 전철화      | 히가시마쓰에■      | 3.1       | 345.3                | ●             | ●             | ●           |                                                | ∧    | 시마네현                  | 마쓰에시                  |
| 전철화      | 마쓰에             | 6.6       | 351.9                | ●             | ●             | ●           |                                                | ∨    | 시마네현                  | 마쓰에시                  |
| 전철화      | 노기               | 2.7       | 354.6                | ●             | ●             | ↑           |                                                | ◇    | 시마네현                  | 마쓰에시                  |
| 전철화      | 다마쓰쿠리온센     | 3.9       | 358.5                | ●             | ●             | ↑           |                                                | ∧    | 시마네현                  | 마쓰에시                  |
| 전철화      | 기마치             | 6.0       | 364.5                | ●             | ●             | ↑           |                                                | ∨    | 시마네현                  | 마쓰에시                  |
| 전철화      | 신지               | 4.4       | 368.9                | ●             | ●             | ●           | 기스키 선                                      | ◇    | 시마네현                  | 마쓰에시                  |
| 전철화      | 쇼바라             | 4.1       | 373.0                | ●             | ●             | ●           |                                                | ◇    | 시마네현                  | 히카와 군 히카와 정       |
| 전철화      | 나오에             | 6.1       | 379.1                | ●             | ●             | ●           |                                                | ◇    | 시마네현                  | 히카와 군 히카와 정       |
| 전철화      | 이즈모시           | 5.5       | 384.6                | ●             | ●             | ●           | 이치바타 전차 기타마쓰에 선 (전철 이즈모시 역) | ◇    | 시마네현                  | 이즈모시                  |
| 전철화      | 니시이즈모         | 4.8       | 389.4                |               | ▲             |             |                                                | ◇    | 시마네현                  | 이즈모시                  |
| 비전철화    | 이즈모진자이       | 2.0       | 391.4                |               | ▲             |             |                                                | ｜   | 시마네현                  | 이즈모시                  |
| 비전철화    | 고난               | 2.1       | 393.5                |               | ▲             |             |                                                | ◇    | 시마네현                  | 이즈모시                  |
| 비전철화    | 오다               | 6.6       | 400.1                |               | ▲             |             |                                                | ｜   | 시마네현                  | 이즈모시                  |
| 비전철화    | 다기               | 3.9       | 404.0                |               | ▲             |             |                                                | ◇    | 시마네현                  | 이즈모시                  |
| 비전철화    | 하네               | 7.5       | 411.5                |               | ▲             |             |                                                | ◇    | 시마네현                  | 오다시                    |
| 비전철화    | 구테               | 2.2       | 413.7                |               | ▲             |             |                                                | ｜   | 시마네현                  | 오다시                    |
| 비전철화    | 오다시             | 3.5       | 417.2                |               | ●             |             |                                                | ◇    | 시마네현                  | 오다시                    |
| 비전철화    | 시즈마             | 3.0       | 420.2                |               | ▲             |             |                                                | ｜   | 시마네현                  | 오다시                    |
| 비전철화    | 이소타케           | 2.6       | 422.8                |               | ▲             |             |                                                | ◇    | 시마네현                  | 오다시                    |
| 비전철화    | 니마               | 6.1       | 428.9                |               | ●             |             |                                                | ◇    | 시마네현                  | 오다시                    |
| 비전철화    | 마지               | 3.0       | 431.9                |               | ▲             |             |                                                | ◇    | 시마네현                  | 오다시                    |
| 비전철화    | 유사토             | 2.9       | 434.8                |               | ▲             |             |                                                | ｜   | 시마네현                  | 오다시                    |
| 비전철화    | 유노쓰             | 3.1       | 437.9                |               | ●             |             |                                                | ◇    | 시마네현                  | 오다시                    |
| 비전철화    | 이와미후쿠미쓰     | 2.9       | 440.8                |               | ▲             |             |                                                | ｜   | 시마네현                  | 오다시                    |
| 비전철화    | 구로마쓰           | 2.8       | 443.6                |               | ▲             |             |                                                | ◇    | 시마네현                  | 고쓰시                    |
| 비전철화    | 아사리             | 4.4       | 448.0                |               | ▲             |             |                                                | ｜   | 시마네현                  | 고쓰시                    |
| 비전철화    | 고쓰               | 6.3       | 454.3                |               | ●             |             | 산코 선                                        | ◇    | 시마네현                  | 고쓰시                    |
| 비전철화    | 쓰노즈             | 4.4       | 458.7                |               | ●             |             |                                                | ◇    | 시마네현                  | 고쓰시                    |
| 비전철화    | 우야가와           | 1.8       | 460.5                |               | ▲             |             |                                                | ｜   | 시마네현                  | 고쓰시                    |
| 비전철화    | 하시               | 2.8       | 463.3                |               | ●             |             |                                                | ◇    | 시마네현                  | 고쓰시                    |
| 비전철화    | 구시로             | 2.3       | 465.6                |               | ▲             |             |                                                | ｜   | 시마네현                  | 하마다시                  |
| 비전철화    | 시모코             | 4.1       | 469.7                |               | ▲             |             |                                                | ◇    | 시마네현                  | 하마다시                  |
| 비전철화    | 하마다             | 3.6       | 473.3                |               | ●             |             |                                                | ◇    | 시마네현                  | 하마다시                  |
| 비전철화    | 니시하마다         | 5.4       | 478.7                |               | ●             |             |                                                | ◇    | 시마네현                  | 하마다시                  |
| 비전철화    | 스후               | 4.1       | 482.8                |               | ▲             |             |                                                | ｜   | 시마네현                  | 하마다시                  |
| 비전철화    | 오리이             | 4.8       | 487.6                |               | ●             |             |                                                | ◇    | 시마네현                  | 하마다시                  |
| 비전철화    | 미호미스미         | 5.0       | 492.6                |               | ●             |             |                                                | ◇    | 시마네현                  | 하마다시                  |
| 비전철화    | 오카미◆            | 5.0       | 497.6                |               | ▲             |             |                                                | ◇    | 시마네현                  | 하마다시                  |
| 비전철화    | 가마테             | 5.1       | 502.7                |               | ▲             |             |                                                | ◇    | 시마네현                  | 마스다시                  |
| 비전철화    | 이와미쓰다         | 4.5       | 507.2                |               | ▲             |             |                                                | ◇    | 시마네현                  | 마스다시                  |
| 비전철화    | 마스다◇            | 7.3       | 514.5                |               | ●             |             | 산인 본선 (나가토시 방면) 야마구치 선          | ◇    | 시마네현                  | 마스다시                  |

1. ↑  하쿠비 선의 일부 열차는 요나고 역까지 직결 운행

- JR 서일본 직영역(13역)
  - 돗토리 역·돗토리 대학 앞역·구라요시 역·호키다이센 역·요나고 역·야스기 역·마쓰에 역·신지 역·이즈모시 역·오다시 역·고쓰 역·하마다 역·마스다 역
- 제이알 서일본 후쿠치야마 멘텍이 관할하는 업무 위탁역(1역)
  - 하마사카 역
- 제이알 서일본 요나고 멘텍이 관할하는 업무 위탁역(12역)
  - 이와미 역·고야마 역·하마무라 역·아오야 역·유라 역·우라야스 역·아카사키 역·이야 역·노기 역·다마쓰쿠리 온천역·니마 역·미호미스미 역
- 간이 위탁역(5역)
  - 호기 역·마쓰자키 역·고난 역·온센쓰 역·하시 역

### 마스다 - 하타부 구간
편의상, 하타부 측의 전 열차는 산요 본선의 시모노세키 역까지 직결 운행하므로 시모노세키 역까지 기술함.
- 정차역
  - 보통 : 모든 여객 취급역에 정차
  - 쾌속 미스즈 시오사이 : 해당 문서를 참조할 것.
- 선로 : 위의 사항과 동일(산인 본선 마스다 - 하타부 구간은 전 구간 단선임. 산요 본선 구간만 복선)

| 전철화 현황 | 역명             | 역간 거리 | 교토부터의 영업 거리 | 접속 노선·비고                                              | 선로 | 소재지              | 소재지              |
| ----------- | ---------------- | --------- | -------------------- | ----------------------------------------------------------- | ---- | ------------------- | ------------------- |
| 비전철화    | 마스다           | -         | 514.5                | 산인 본선 (하마다 방면) 야마구치 선                         | ◇    | 시마네 현 마스다 시 | 시마네 현 마스다 시 |
| 비전철화    | 도다코하마       | 9.8       | 524.3                |                                                             | ◇    | 시마네 현 마스다 시 | 시마네 현 마스다 시 |
| 비전철화    | 이노우라         | 3.7       | 528.0                |                                                             | ｜   | 시마네 현 마스다 시 | 시마네 현 마스다 시 |
| 비전철화    | 에사키           | 5.8       | 533.8                |                                                             | ◇    | 야마구치현          | 하기시              |
| 비전철화    | 스사             | 6.6       | 540.4                |                                                             | ◇    | 야마구치현          | 하기시              |
| 비전철화    | 우타고           | 8.8       | 549.2                |                                                             | ◇    | 야마구치현          | 아부군 아부정       |
| 비전철화    | 기요             | 6.4       | 555.6                |                                                             | ◇    | 야마구치현          | 아부군 아부정       |
| 비전철화    | 나고             | 4.6       | 560.2                |                                                             | ◇    | 야마구치현          | 아부군 아부정       |
| 비전철화    | 나가토오이       | 4.3       | 564.5                |                                                             | ◇    | 야마구치현          | 하기 시             |
| 비전철화    | 고시가하마       | 4.6       | 569.1                |                                                             | ｜   | 야마구치현          | 하기 시             |
| 비전철화    | 히가시하기       | 2.9       | 572.0                |                                                             | ◇    | 야마구치현          | 하기 시             |
| 비전철화    | 하기             | 3.8       | 575.8                |                                                             | ◇    | 야마구치현          | 하기 시             |
| 비전철화    | 다마에           | 2.4       | 578.2                |                                                             | ｜   | 야마구치현          | 하기 시             |
| 비전철화    | 산미             | 5.7       | 583.9                |                                                             | ◇    | 야마구치현          | 하기 시             |
| 비전철화    | 이이             | 4.2       | 588.1                |                                                             | ｜   | 야마구치현          | 하기 시             |
| 비전철화    | 나가토미스미     | 6.4       | 594.5                |                                                             | ◇    | 야마구치현          | 나가토시            |
| 비전철화    | 나가토시         | 5.1       | 599.6                | 센자키 지선 미네 선                                         | ◇    | 야마구치현          | 나가토시            |
| 비전철화    | 기와도           | 5.3       | 604.9                |                                                             | ｜   | 야마구치현          | 나가토시            |
| 비전철화    | 나가토후루이치   | 4.1       | 609.0                |                                                             | ◇    | 야마구치현          | 나가토시            |
| 비전철화    | 히토마루         | 4.5       | 613.5                |                                                             | ◇    | 야마구치현          | 나가토시            |
| 비전철화    | 이가미           | 4.4       | 617.9                |                                                             | ｜   | 야마구치현          | 나가토시            |
| 비전철화    | 나가토아와노     | 4.2       | 622.1                |                                                             | ◇    | 야마구치현          | 시모노세키시        |
| 비전철화    | 아가와           | 5.3       | 627.4                |                                                             | ◇    | 야마구치현          | 시모노세키시        |
| 비전철화    | 곳토이           | 3.7       | 631.1                |                                                             | ｜   | 야마구치현          | 시모노세키시        |
| 비전철화    | 다키베           | 4.0       | 635.1                |                                                             | ◇    | 야마구치현          | 시모노세키시        |
| 비전철화    | 나가토후타미     | 4.8       | 639.9                |                                                             | ◇    | 야마구치현          | 시모노세키시        |
| 비전철화    | 우카혼고         | 3.6       | 643.5                |                                                             | ｜   | 야마구치현          | 시모노세키시        |
| 비전철화    | 유타마           | 2.2       | 645.7                |                                                             | ◇    | 야마구치현          | 시모노세키시        |
| 비전철화    | 고구시           | 4.5       | 650.2                |                                                             | ◇    | 야마구치현          | 시모노세키시        |
| 비전철화    | 가와타나온센     | 2.7       | 652.9                |                                                             | ｜   | 야마구치현          | 시모노세키시        |
| 비전철화    | 구로이무라       | 2.5       | 655.4                |                                                             | ◇    | 야마구치현          | 시모노세키시        |
| 비전철화    | 우메가토         | 3.4       | 658.8                |                                                             | ｜   | 야마구치현          | 시모노세키시        |
| 비전철화    | 요시미           | 3.9       | 662.7                |                                                             | ◇    | 야마구치현          | 시모노세키시        |
| 비전철화    | 후쿠에           | 2.9       | 665.6                |                                                             | ｜   | 야마구치현          | 시모노세키시        |
| 비전철화    | 야스오카         | 2.6       | 668.2                |                                                             | ◇    | 야마구치현          | 시모노세키시        |
| 비전철화    | 가지쿠리고다이치 | 1.4       | 669.6                |                                                             | ｜   | 야마구치현          | 시모노세키시        |
| 비전철화    | 아야라기         | 1.1       | 670.7                |                                                             | ｜   | 야마구치현          | 시모노세키시        |
| 전철화      | 하타부           | 3.1       | 673.8                | 산요 본선(신야마구치 방면)                                  | ∧    | 야마구치현          | 시모노세키시        |
| 전철화      | 시모노세키       | 3.5       | 677.3                | (하타부 - 시모노세키 구간은 산요 본선) 산요 본선(모지 방면) | ∥    | 야마구치현          | 시모노세키시        |

- JR 서일본 직영역(3역)
  - 마스다 역·나가토시 역·시모노세키 역
- 제이알 서일본 히로시마 멘텍이 관할하는 업무 위탁역
  - 히가시하기 역·고구시 역·아야라기 역
- 남은 역들은 대부분이 무인역임. 일부 역에 POS 단말기 설치되어 있음.

### 센자키 지선
- 단선 및 비전철화(센자키 역에서 교행 불가능)
- 두 역 모두 야마구치 현 나가토 시에 소재함.

| 역명     | 영업 거리 | 접속 노선                                            |
| -------- | --------- | ---------------------------------------------------- |
| 나가토시 | 0.0       | 산인 본선(마스다·시모노세키 방면) 미네 선(직결 운행) |
| 센자키   | 2.2       |                                                      |

센자키 역은 무인역임.

### 폐지 구간
괄호 안의 숫자는 기점으로부터의 영업 거리
화물 지선
히가시마쓰에(0.0km) - 마유코(1.0km)
화물 지선(하마다 항선)
니시하마다(0.0km) - 하마다코(2.3km)

### 폐역
괄호 안의 숫자는 기점으로부터의 영업 거리임.
- 오미야 역 : 1899년 폐지, 교토 - 단바구치 구간(약 0.8km)
- (임시)녹화 페어 우메코지 역 : 1994년 폐지, 교토 - 단바구치 구간(1.1km)
- (임시)기리하마카이스이요쿠조 역 : 1986년 폐지, 다케노 - 사쓰 구간
- (임시)기리하마 비치역 : 1996년 폐지, 다케노 - 사쓰 구간(167.6km)
- 돗토리 임시 정차장 : 1908년 폐지, 돗토리 - 고야마 구간(약 232.0km)
- 시로사기 임시 정차장 : 1969년 폐지, 스에쓰네 - 호기 구간(241.6km)
- 시미즈지 임시 정차장 : 1964년 폐지, 요나고 - 야스기 구간(326.9km)
- 경마장 임시 정차장 : 폐지일 불명, 마스다 - 도다오바마 구간(517.3km)
- 가지쿠리 역 : 1941년 폐지, 야스오카 - 아야라기 구간(669.4km)
- 아카다구치 정류장 : 1917년 폐지, 아야라기 - 하타부 구간(약 673.2km)

### 폐지 신호장
괄호 안의 숫자는 기점으로부터의 영업 거리임.
- 히노가와 신호장 : 1966년 폐지, 호키다이센 - 히가시야마 공원 구간(320.2km)
- 시미즈지 신호장 : 1964년 폐지, 요나고 - 야스기 구간(328.0km)
- 히에다 신호장 : 1945년 폐지, 아야라기 - 하타부 구간(671.5km)

### 과거 접속 노선
- 후쿠치야마 역 : 호쿠탄 철도 - 1971년 3월 2일 휴지, 1974년 2월 28일 폐지
- 에바라 역 : 이즈시 철도 - 1944년 5월 1일 휴지, 1970년 7월 20일 폐지
- 이와미 역 : 이와이초에이 궤도(영업시) - 1944년 1월 11일 휴지, 1964년 3월 27일 폐지
- 구라요시 역 : 구라요시 선 - 1985년 4월 1일 폐지
- 요나고 역 : 히노마루 자동차 홋쇼지 전철선(요나고시 역) - 1967년 5월 15일 폐지
- 아라시마 역 : 이치하타 전기 철도 히로세 선 - 1960년 6월 19일 폐지
- 이즈모시 역
  - 이치바타 전기 철도 다치쿠에 선 - 1964년 7월 19일 휴지, 1965년 2월 18일 폐지
  - 다이샤 선 - 1990년 4월 1일 폐지
- 하타부 역 : 산요 전기 궤도 - 1971년 2월 6일 폐지

## 같이 보기
- 일본의 철도 노선 목록
- 산인 신칸센
- 국도 제9호선 (일본) : 교토 - 마스다 구간과 나란히 달리는 도로
- 국도 제191호선 (일본) : 마스다 - 시모노세키 구간과 나란히 달리는 도로
- 산요 본선